# Västfronten 1918
Västfronten 1918 (tyska: Westfront 1918) är en tysk dramafilm från 1930 i regi av Georg Wilhelm Pabst, med Fritz Kampers, Gustav Diessl, Hans Joachim Moebis och Claus Clausen i huvudrollerna. Den handlar om fyra tyska infanterister på västfronten under slutskedet av första världskriget. Filmen är gjord i realistisk stil och har ett tydligt antikrigsbudskap. Förlaga är Ernst Johannsens roman Vid västfronten 1918 från 1929. Filmen är producerad av Nero-Film. Inspelningen ägde rum från 1 februari till 18 maj 1930.
Den hade premiär i Tyskland den 23 maj 1930. Sverigepremiären ägde rum den 25 augusti 1930.

## Medverkande
- Fritz Kampers som bayraren
- Gustav Diessl som Karl
- Hans Joachim Moebis som studenten
- Claus Clausen som löjtnanten
- Gustav Püttjer som hamburgaren
- Jackie Monnier som Yvette, fransyskan
- Hanna Hoessrich som Karls hustru
- Else Heller som Karls mor
- Carl Balhaus som slaktargesällen